# Bah Oury
Pour les articles homonymes, voir Ba (nom de famille).
Bah Oury, de son nom de naissance Amadou Oury Bah, né à Pita en mars 1958, est un homme politique guinéen. Il est Premier ministre depuis le 27 février 2024.
Figure de l'opposition aux régimes présidentiels successifs depuis le début des années 1990, il est notamment le fondateur de l'Union des forces démocratiques de Guinée.
Actuel président de l'Union des démocrates pour la renaissance de la Guinée (UDRG). Il est également ancien ministre chargé de la réconciliation nationale sous Lansana Conté. 

## Biographie
Amadou Bah Oury nait à Pita en Moyenne Guinée en 1958. Il crée l'union des forces démocratiques de Guinée en septembre 1991 sous le nom de l'Union des forces démocratiques, et préside à sa jonction avec l'UFP, le PUR et le FODEG en 1992. Il en est depuis le secrétaire général (numéro deux) ou vice-président.
Il est, pour le Forum des forces vives de Guinée, président de la commission d'organisation de la manifestation au Stade du 28-septembre lors du massacre du 28 septembre 2009. En 2010, il est auditionné après s'être inscrit comme partie civile à propos de ce massacre. 
En exil en France, il est condamné à perpétuité par contumace pour atteinte à sureté de l'Ėtat en 2011, à la suite de la tentative de coup d'État contre Alpha Condé. Gracié en décembre 2015 par Alpha Condé il aura, à la fin de son exil, reçu une distinction de l'organisation guinéenne de défense des droits de l’homme et du citoyen OGDH.
Le 5 février 2016, il est exclu définitivement de l'UFDG, pour son soutien au pouvoir plutôt qu'aux décisions et à la ligne électorale du parti.

## Premier ministre
Bah Oury est nommé Premier ministre le 27 février 2024, en remplacement de Bernard Goumou. Sa nomination a pour but de dénouer une crise qui secoue le pays puisqu'une grève générale initiée par les syndicats a éclaté deux jours plus tôt. 
Il est assermenté le jour-même, puis est installé le 29 février. Le 13 mars 2024, le président procède à la nomination de son gouvernement sur sa proposition.

## Prix et reconnaissances
- 2025 : Grand officier de l’ordre de la couronne par le prince-Abbé archevêque de Sabourg, monseigneur Giovanni Luca, de la Principauté de Seborga[16].